# Ито Хиробуми
Ито́ Хиробу́ми (яп. 伊藤博文 Ито: Хиробуми,  16 октября 1841 — 26 октября 1909) — князь, японский государственный деятель, первый премьер-министр Японии, первый генерал-резидент Кореи, первый, 3-й, 8-й и 10-й председатель Тайного Совета, автор проекта Конституции Японии. Один из лидеров Реставрации Мэйдзи, входил в число советников императора — гэнро. Почётный доктор Йельского университета.

## Юность

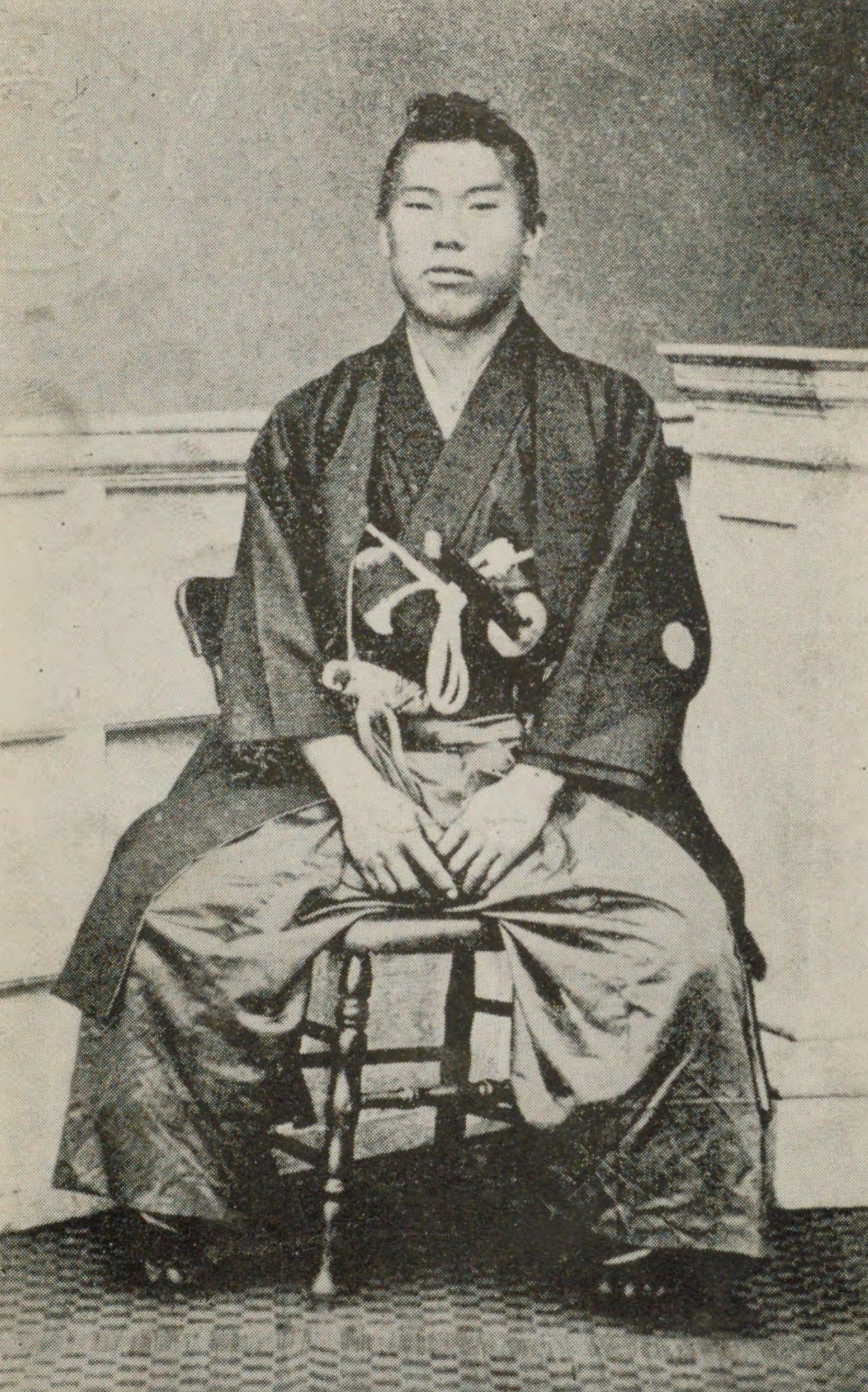
Ито Хиробуми в молодости (1863 год)

Родился  в столице княжества Хаги, находившегося в вассальной зависимости от княжества Тёсю (на сегодняшний день город Хаги входит в состав префектуры Ямагути). Его отец был крестьянином. Он был усыновлён семейством Ито и получил статус асигару и фамилию Ито.
Учился в школе Сёка сондзюку (яп. 松下村塾, «Пансион под сенью сосен»). Он был самым младшим учеником в школе. Его учителем был Ёсида Сёин (яп. 吉田松陰, 1830—1859). Сам Ито так описывал своё обучение у Ёсиды:

Он учил нас национализму, преданности монарху и этике бусидо с божественным воодушевлением. Многие из наших руководителей, кто посвятил себя служению трону, — это лица, вышедшие из школы Мацусита.

В юности Хиробуми был сторонником политического движения Сонно Дзёй («почитать Императора, изгонять варваров»). В 1862 году Ито Хиробуми, Иноуэ Каору, Такасуги Синсаку и некоторые другие противники иностранцев подожгли посольство Великобритании в Эдо.

### Стажировка в Великобритании
В 1863 году руководство княжества Тёсю приняло решение об отправке пятерых юношей на стажировку в Англию. Среди них был Ито Хиробуми. Официально выезд из страны был запрещён сёгунатом (см. сакоку), поэтому поездка проходила в тайне. Молодых людей отвезли в Нагасаки, переодели в форму английских моряков и вывезли в Шанхай. Там их разделили на две группы и отвезли в Лондон. Путь занял шесть месяцев. В течение этого срока Ито и Иноуэ Каору работали моряками на корабле «Пегас» (англ. Pegasus), решив таким образом заплатить за своё путешествие. В Лондоне пятеро юношей учились у профессора Александра Уильяма Вильямсона. В это же время Ито Хиробуми встретился с Эрнестом Сатоу, с которым он до конца жизни поддерживал дружеские отношения. Однако Ито и Иноуэ Каору пробыли в Великобритании всего две недели: узнав о конфликте между руководством Тёсю и иностранными державами по вопросу прохода через пролив Симоносеки, они вернулись домой, чтобы попытаться убедить руководство княжества воздержаться от войны.
Эта поездка произвела на него глубокое впечатление и вызвала переворот в его мировоззрении: он стал убеждённым сторонником модернизации Японии по западному образцу.

### Женитьба
В ходе конфликта между Тёсю и Великобританией Ито впервые выступил в качестве дипломата, являясь посредником между князем Тёсю Мори и англичанами. Поскольку Ито занимал умеренную позицию, наиболее консервативно настроенные представители руководства Тёсю организовали несколько покушений на его жизнь. В ходе одного из этих инцидентов молодая гейша Умэко спрятала Ито в подполе своей комнаты. Между ними завязался роман. Вскоре Хиробуми выкупил Умэко и в апреле 1866 года они поженились.

## Начало карьеры
В 1867 году Ито Хиробуми был произведён в ранг гоятои и официально стал самураем. В 1868 году он стал советником правительства (санъё) по иностранным делам. На переговорах Ито был переводчиком императора. Кроме того, он получил должность правителя префектуры Хёго. В 1868 году столица префектуры город Кобе была открыта для иностранцев. Хёго стала занимать лидирующие позиции в области модернизации и интернационализации Японии.
В 1870 году Ито уехал в командировку в США изучать западную систему финансов и валютного обращения.
Там он познакомился с госсекретарём Гамильтоном Фишем. Фиш подарил Ито экземпляр американской конституции и свод важнейших законов США. Однако Ито Хиробуми нашёл американские образцы малопригодными для Японии. После возвращения на родину Ито стал статс-секретарём общественных работ, а также возглавил департамент налогов и денежного обращения. Он принял участие в замене старой административной системы княжеств на новую систему префектур.
В 1871 году Ито выступил с предложением отправить в Европу и США дипломатическую миссию для лучшего знакомства с устройством государств Запада, и, возможно, для пересмотра неравноправных договоров с ними. Предложение было принято. Миссию из 107 членов возглавил министр иностранных дел Ивакура Томоми, Ито стал одним из его заместителей. За исключением него, все члены миссии покидали Японию впервые в жизни. Поездка произвела на Ито Хиробуми сильное впечатление. Он писал:

«Политические системы, обычаи, образование, медицина, оборонное производство Запада превосходят восточные. Поэтому наш долг — перенести на японскую почву западную цивилизацию, стремиться к прогрессу, чтобы наш народ быстро стал вровень с этими территориями, день и ночь стараться и учиться».

Миссия Ивакуры, слева направо:
Кидо Такаёси, Ямагути Наоёси, Ивакура Томоми, Ито Хиробуми, Окубо Тосимити

В ходе этой поездки на одном из приёмов он произнёс речь о японском флаге. Ито сказал:
Красный круг на нашем государственном флаге — это не сургучная печать, которая «запечатывает» нашу империю, это символ, который предвещает вхождение страны в мировое содружество цивилизованных государств, благородный символ восхода диска утреннего солнца над линией горизонта.
Когда члены миссии попытались начать переговоры с американским правительством о пересмотре договоров, им было указано, что у Ивакуры Томоми отсутствуют документы, дающие миссии необходимые полномочия. Ито и Окубо Тосимити вернулись в Японию за документами, однако это оказалось бесполезным, так как переговоры зашли в тупик.
В 1873 году высокопоставленный чиновник Сайго Такамори выступил с предложением военного похода на Корею с целью её аннексии. Однако вернувшиеся 13 сентября из-за границы члены миссии Ивакура смогли убедить императора и его окружение, что Япония пока не готова вести победоносную войну. Среди них был и Ито Хиробуми. Дебаты по поводу похода на Корею получили название «Сэйканрон» (яп. 征韓論).
В 1873 году Ито был назначен министром общественных работ. В том же году он был произведён в полные советники, а после смерти Окубо Тосимити в 1878 году Ито стал министром внутренних дел. В качестве министра внутренних дел Ито Хиробуми сыграл ключевую роль в присоединении к Японии островов Рюкю. 25 января 1879 года первый секретарь министерства внутренних дел Мацуда Митиюки приехал в столицу Рюкю Наху и выдвинул королю Сё Таю ультиматум, требующий немедленного присоединения Рюкю к Японии. После переговоров в июне 1879 года Сё Тай приехал в Иокогаму и Рюкю было присоединено к Японии — несмотря на протесты Китая, считавшего Рюкю своим вассалом.
В феврале 1879 года Ито провёл образовательную реформу. Были учреждены выборные комитеты по делам образования. Зажиточные крестьяне были допущены к участию в управлении образованием. В результате изменения системы школьных участков, стали создаваться начальные школы в деревнях и посёлках. Кроме того, была признана возможность строительства одной школы путём объединения усилий нескольких посёлков и деревень. Реформа не включала положений об унификации учебных программ, благодаря чему достигался компромисс с обществом.
В ходе этой реформы Ито Хиробуми пришлось столкнуться с противодействием консервативно настроенного наставника императора Мотоды Эйфу. Мотода выступал против европеизации образования, кроме того, он считал, что правительство должно осуществлять идейное руководство системой образования.
В 1881 году Ито вынудил Окума Сигэнобу уйти в отставку и начал играть ключевую роль в правительстве. В 1884 году по инициативе Ито был принят указ императора о введении системы аристократических титулов (кадзоку) в Японии. 7 июля Ито Хиробуми был присвоен титул графа (яп. 伯爵 хакусяку). Обосновывая смысл введения системы кадзоку, Ито в письме к Иноуэ Каору подчёркивал:

«Пользуясь тем, что пламя феодального монархизма всё ещё полностью не угасло, необходимо создать средство для его оживления».

18 апреля 1885 года Ито Хиробуми подписал японо-китайский Тяньцзиньский договор, нормализовавший отношения между Японией и империей Цин. С китайской стороны подпись поставил Ли Хунчжан.

## Премьер-министр Японии

### Первый срок

#### Реформа госаппарата
Исходя из европейского (главным образом, германского) опыта, Ито Хиробуми провёл реформу властных структур: в 1885 году в Японии появились кабинет министров и гражданская служба, заменившие Дадзёкан (яп. 太政官 Дадзё:кан, Государственный совет) в качестве главного государственного исполнительного органа. 22 декабря 1885 года Ито стал первым премьер-министром Японии, одновременно являясь министром императорского двора и председателем Конституционной комиссии.
Объясняя суть реформы, Ито Хиробуми писал: 

Вследствие этой реорганизации министры были поставлены перед необходимостью нести индивидуальную ответственность непосредственно перед императором<…> Задачей реорганизации было, с одной стороны, придать большее значение функциям министров и усилить их ответственность и, с другой стороны, поддержать единство кабинета, предупредив все возможные разногласия и колебания отдельных его членов.
В новом правительстве, в отличие от Дадзёкана, власть была относительно равномерно распределена между министерствами. Кроме того, одной из целей реформы было приблизить японский госаппарат к европейским образцам, чтобы показать западным странам, что Япония входит в число «цивилизованных» государств.

#### Работа над Конституцией Японии

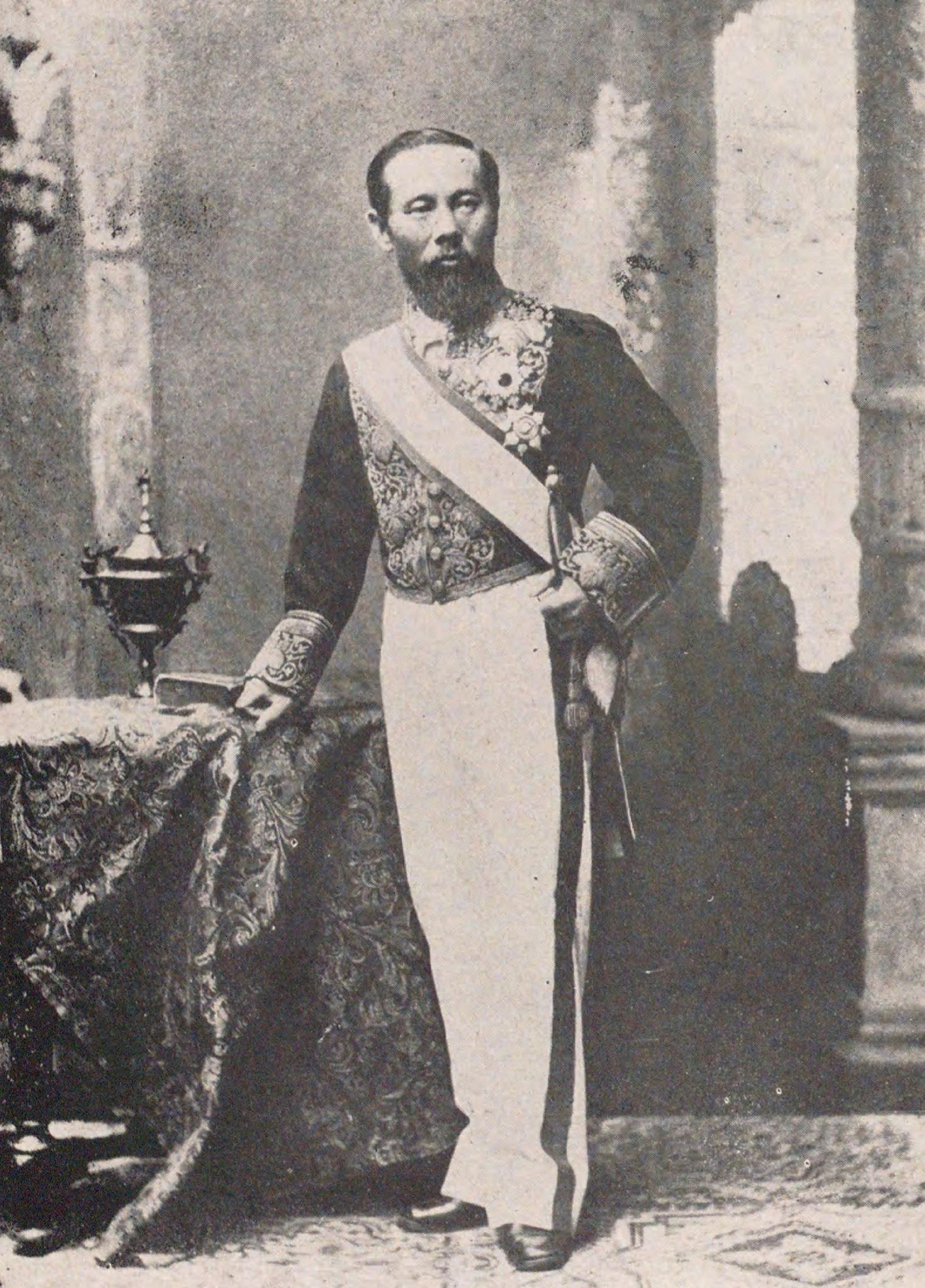
Ито Хиробуми в 1883 году во время европейского турне с целью изучения местных конституций

Ито считал необходимым для Японии принять Конституцию, так как, с одной стороны, это благоприятно повлияло бы на внешнеполитический имидж государства и способствовало бы её признанию в качестве «цивилизованной страны», а с другой — обеспечило бы поддержку правительства японскими либералами, появление которых он считал делом ближайшего будущего. В 1882 году он отправился в Европу изучать государственный строй различных европейских государств. Наибольшее впечатление на Ито произвели Австро-Венгрия и Германия, и поэтому Конституция Японии оказалась во многом скопированной с немецкой.
В августе 1883 года Ито Хиробуми вернулся в Японию и с тремя секретарями — Иноуэ Каору, Ито Миёдзи и Канэко Кэнтаро — начал работу над проектом Конституции. Они собирались в течение двух лет на даче Ито на острове Мацусима. К работе над Конституцией были также привлечены немецкий профессор Карл Фридрих Герман Рейслер, преподававший в Токийском университете, и судья Исаак Альберт Моссе. В апреле 1888 года Конституция была готова.

Одновременно Ито работал над пересмотром структуры кабинета министров и вопросами, относящимися к полномочиям императора. Известны его слова: 
Права верховной власти в государстве мы унаследовали от предков и хотели бы завещать потомкам. Ни мы, ни они в будущем не откажемся от них, а будем сохранять их в соответствии с гарантиями, обеспеченными конституцией. Ею мы провозглашаем уважение и охрану безопасности прав, а также процветание нашего народа.
Канэко Кэнтаро, участвовавший в составлении проекта Конституции, указывал, что, по мнению Ито Хиробуми, правление в Японии осуществляется императором, но император дарует народу право участия в управлении государством. В 1890 году Конституция вступила в силу, после чего в стране прошли парламентские выборы. Ито стал основателем одной из первых японских политических партий, Конституционной императорской партии, и председателем верхней палаты парламента.
В конце 1880-х годов образовалась влиятельная группа пожизненных советников императора (гэнро), членом которой стал Ито Хиробуми.

#### Другие реформы
Ито Хиробуми содействовал принятию законов, гарантирующих безопасность финансового положения семьи императора, который, по мысли Ито, должен был выполнять роль лидера нации, не обладая фактической властью. Он писал:

Когда советники в целом единодушны во мнении, тогда своё предложение они передают на утверждение императора; в том случае, когда нет согласия, старшие советники императора — но не его личные — должны постараться коллективно найти решение; если же и в этом случае усилия будут напрасны, только тогда испрашивается мнение императора.

Кроме того, Ито Хиробуми способствовал созданию Тайного Совета, председателем которого он стал, одновременно подав в отставку с поста премьер-министра.

### Второй срок
Когда в 1892 году Ито снова стал премьер-министром, он выдвинул лозунг «надпартийного правительства». В 1894 году Ито Хиробуми подписал договор с Великобританией, согласно которому британские подданные теряли право экстерриториальности в Японии с 1899 года.
Ито поддерживал участие Японии в японо-китайской войне 1894—1895 годов и вместе с министром иностранных дел Японии Муцу Мунэмицу принял участие в обсуждении и подписании Симоносекского мирного договора с Китаем в марте 1895 года. По условиям договора, Корея переставала быть вассалом Китая, к Японии отходили южная часть Ляодунского полуострова, Тайвань и Пескадорские острова. Также Китай выплачивал контрибуцию — 200 млн лянов. Для подданных Японии открывались порты Чунцин, Шаши, Сучжоу и Ханчжоу, кроме того, им было предоставлено право заниматься коммерческой деятельностью на территории Китая. Японская империя получала статус наибольшего благоприятствования.
Однако из-за того, что Ито Хиробуми счёл правильным принять условия «тройной интервенции» — требования России, Германии и Франции отказаться от аннексии Ляодунского полуострова, его кабинет потерпел крах.
5 августа 1895 года Ито был присвоен титул маркиза (яп. 侯爵 ко:сяку).

### Третий и четвёртый сроки
В 1898 году Ито Хиробуми в третий раз стал премьер-министром и вступил в трудный диалог с парламентскими партиями по налоговым вопросам. Однако Либеральная (яп. 自由党) и Прогрессивная партия (яп. 進歩党) отвергли его предложения. В ответ Ито распустил парламент и назначил новые выборы. В результате новых выборов либералы и прогрессисты объединились в Конституционную партию (яп. 憲政党), которая получила большинство мест и заставила Ито Хиробуми уйти в отставку. После этого он понял, что ему нужно создать проправительственную партию, и в 1900 году организовал Партию друзей конституционного правления (яп. 立憲政友会 риккэн сэйю:кай).
В 1900 году Ито в четвёртый раз стал премьер-министром. Новое правительство состояло в основном из членов Сэйюкай. Исключение составляли военный министр Кацура Таро, министр флота Ямамото Гоннохёэ и министр иностранных дел Като Такааки. На этот раз Ито Хиробуми столкнулся с оппозицией в верхней палате парламента (яп. 貴族院 Кидзоку-ин). Устав от политических интриг, он подал в отставку с поста премьер-министра в 1901 году.

## Последние годы жизни

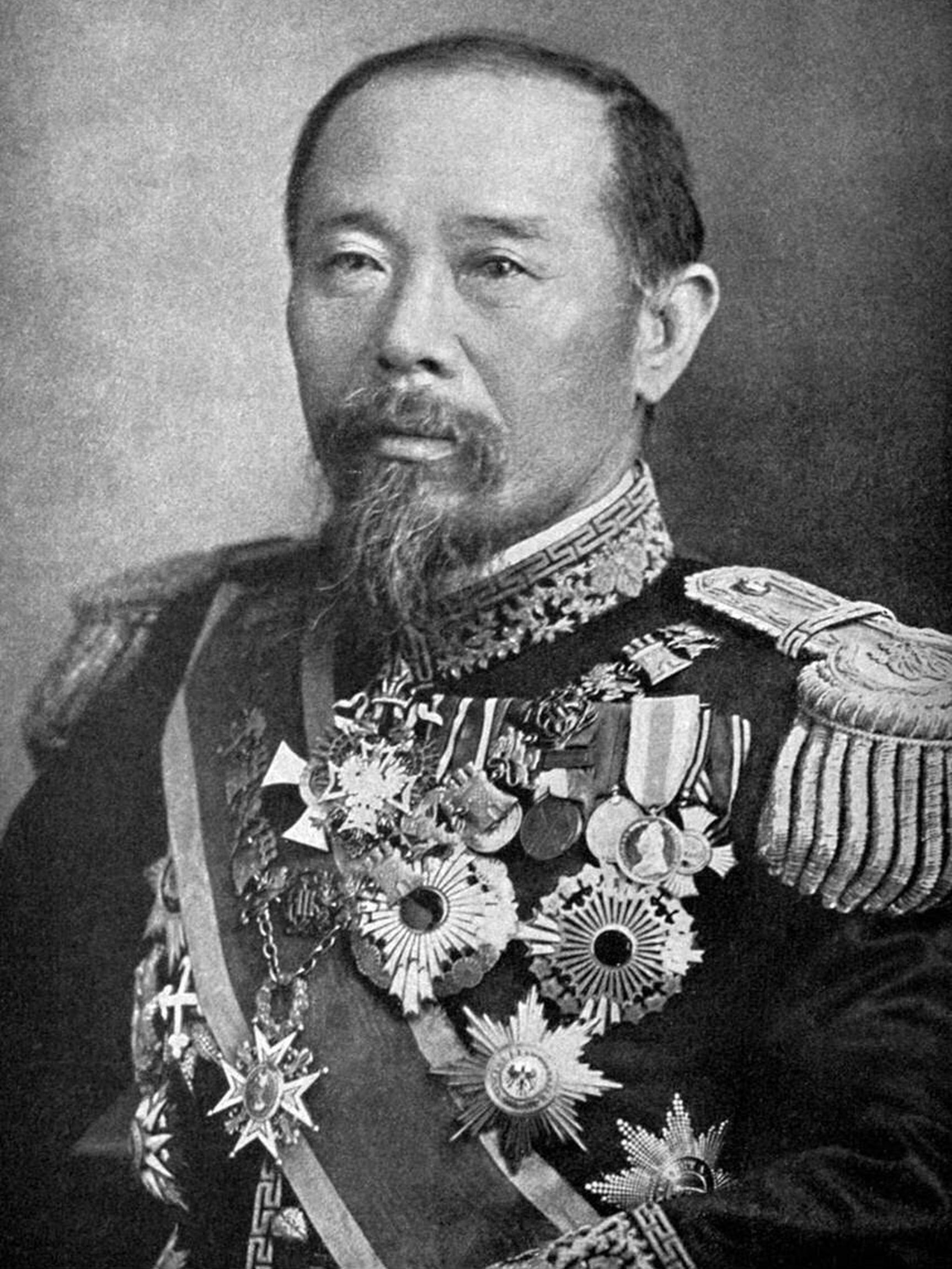
Ито Хиробуми в мундире генерал-резидента Кореи

Ито Хиробуми был сторонником пророссийской ориентации Японии. В ноябре 1901 года Ито провёл переговоры с Сергеем Витте с целью заключения соглашения о разделении сфер влияния. Смысл его инициативы сводился к предложению России оставить за собой Маньчжурию, а Японии предоставить взамен свободу действий в Корее. Однако российская сторона ответила отказом. Военный министр России Алексей Куропаткин по этому поводу высказывался следующим образом: 
Полный отказ от Кореи составит слишком дорогую цену для соглашения с Японией
Мнение императора Николая II было аналогичным: он сделал пометку на докладе о переговорах с маркизом Ито: «России никак нельзя отказаться от прежнего её права держать в Корее столько войск, сколько там находится японских».
После неудачных переговоров с Россией Ито Хиробуми направился в Англию. В январе 1902 года он заключил договор о японо-английском союзе, который создал предпосылки для русско-японской войны. Тем не менее и в дальнейшем Ито выступал против войны с Россией, отчасти потому, что сомневался в возможности Японии победить.
Основным направлением его дальнейшей политики стало усиление японского влияния в Корее.
Ито Хиробуми подготовил японо-корейский договор о протекторате, наиболее важным пунктом которого было то, что Корея теряла право на проведение самостоятельной внешней политики. Ито полагал, что Корея находится в моральном долгу перед Японией, отстоявшей её независимость в русско-японской войне ценой жизни своих подданных, и поэтому обязана принять условия договора. Договор о протекторате был подписан 17 ноября 1905 года. С корейской стороны его подписали пять прояпонски настроенных министров. После этого Ито стал первым генерал-резидентом Кореи (1906 год). В том же году по его указу в Корее начала выходить ежедневная японоязычная газета «Кэйдзё ниппо».

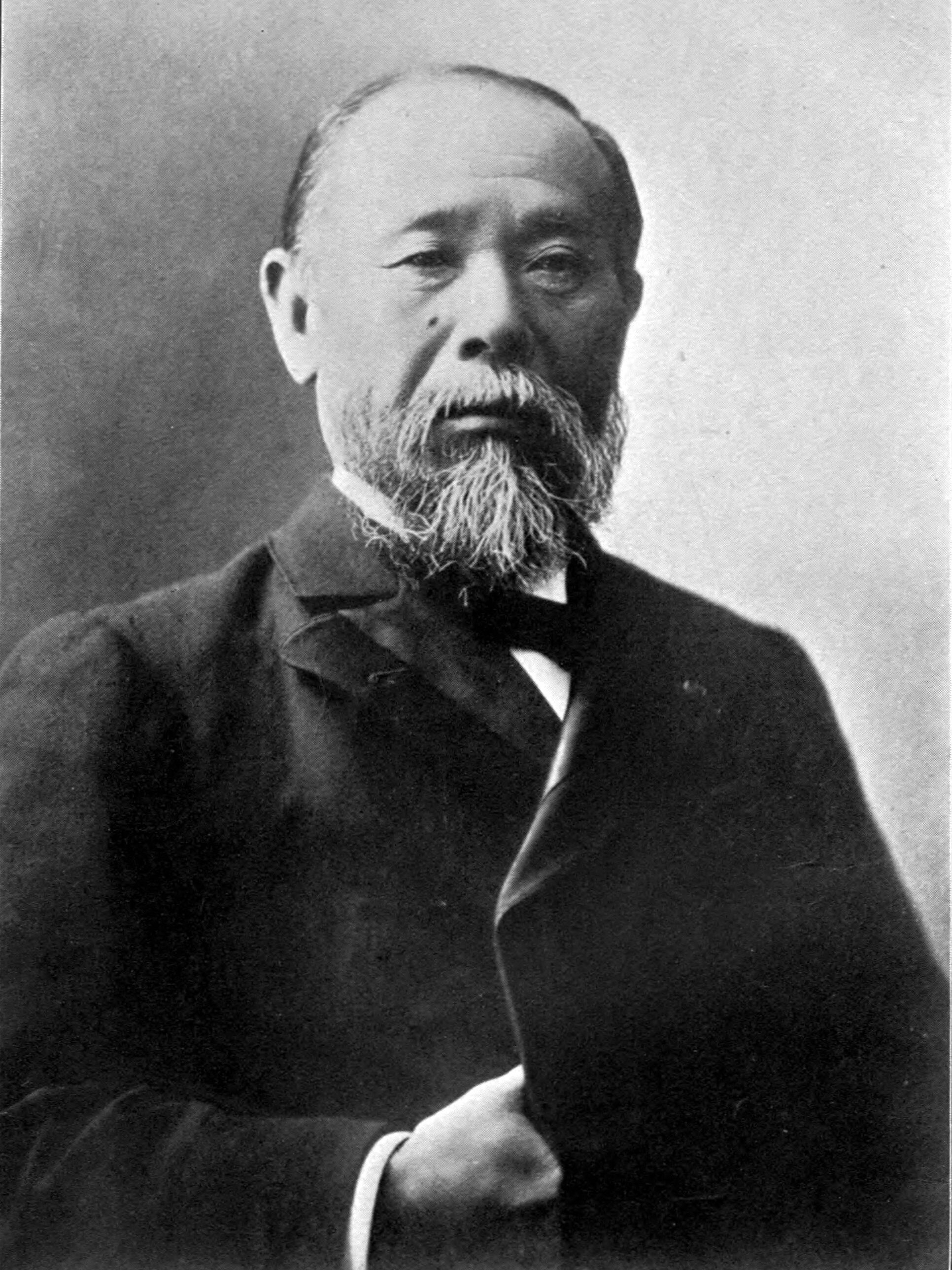
Ито Хиробуми в 1908 году

В 1907 году император Кореи Коджон послал трёх человек на Гаагскую конференцию о мире, чтобы попытаться представить Договор о протекторате как несправедливый и аннулировать его. После того как посланники прибыли в Гаагу и обратились к странам-участницам с просьбой вмешаться, руководство конференции решило запросить Сеул, действительно ли эти корейцы были посланы Коджоном. Однако телеграмма, адресованная императору, попала на стол к Ито Хиробуми. После разговора с генерал-резидентом слабовольный Коджон заявил, что никого не посылал. Ито информировал об этом конференцию.
После этого инцидента прояпонски настроенный премьер-министр Кореи Ли Ванён при поддержке Ито Хиробуми заставил Коджона отречься от престола в пользу своего недееспособного сына Сунджона. Коджон отрёкся 20 июля, и уже через несколько дней, 24 июля 1907 года, Ито и Ли подписали японо-корейский договор, значительно расширявший права генерал-резидента и сокращавший суверенитет Кореи.
21 сентября 1907 года Ито Хиробуми был присвоен титул князя (яп. 公爵 ко:сяку).
По приглашению Ито наследный принц Кореи Ли Ын уехал в Японию, где получил образование. Одновременно Ито Хиробуми организовал поездку в Корею наследного принца Японии Ёсихито для того, чтобы корейцы не считали своего наследного принца заложником. Позднее Ли Ын служил в японской армии, получил звание генерала и вошёл в состав генерального штаба Японии.
Ито был сторонником относительно мягкой политики в отношении Кореи, в частности, демонстрируя уважение к местной культуре, он часто носил корейскую одежду. Однако его сдержанная позиция не находила поддержки в японских правящих кругах, стремившихся к быстрому присоединению этого государства к Японии. Под давлением военных, возглавляемых Ямагатой Аритомо, 14 июня 1909 года Ито Хиробуми ушёл в отставку с поста генерал-резидента. Одновременно он стал председателем Тайного Совета. На этом посту он оставался до конца жизни.

## Убийство

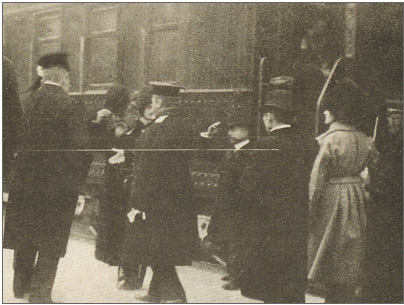
Ито Хиробуми на Харбинском вокзале за несколько минут до гибели. Князь приподнимает цилиндр, приветствуя почётный караул

В октябре 1909 года Ито Хиробуми выехал в Харбин для встречи с российским министром финансов В. Н. Коковцовым. Планировалось обсудить вопрос о полной аннексии Кореи Японией. 26 октября в 9 часов утра поезд, на котором ехал Ито, прибыл на станцию. После того, как Коковцов зашёл в вагон, Ито тепло поприветствовал его и высказал уверенность, что между Японией и Россией всегда будут мир и дружба. Коковцов предложил ему сойти на платформу, где выстроился почётный караул. Когда они совершали обход караула, Ито Хиробуми был застрелен корейским националистом Ан Чунгыном. Он умер через полчаса после покушения. Последними словами Ито были: «Он застрелил меня. Вот дурак!» (яп. 俺を撃ったりして、馬鹿な奴だ Орэ во уттариситэ, бака на яцу да).
Ан рассчитывал, что смерть Ито Хиробуми принесёт Корее независимость, но, по иронии судьбы, напротив, его смерть послужила предлогом для окончательной аннексии Кореи Японией.

После гибели Ито в Японии был объявлен траур. На посольствах были приспущены государственные флаги. Множество японских и заграничных газет вышли с чёрной рамкой. Наследный принц Кореи сказал, что он шокирован убийством Ито Хиробуми, с которым у него были очень тёплые отношения, особенно тем, что Ито был убит корейцем. Премьер-министр Кацура Таро заявил: 
Политика Японии не изменится из-за смерти князя Ито. Мы будем следовать его мирным инициативам и традициям, которые он оставил.
Свои соболезнования также высказали император Мэйдзи, граф Комура Дзютаро, маршал Ямагата Аритомо, Иноуэ Каору, посол США О`Брайен, посол России Малевский-Малевич и президент США Уильям Тафт, который хорошо знал Ито и считал его своим другом. Газета The New York Times отметила, что Ито Хиробуми всегда стремился к миру в Восточной Азии.
Тело Ито было доставлено в Далянь, а оттуда, на военном корабле, — в Иокогаму. 11 ноября 1909 года, после торжественной церемонии в парке «Хибия», он был похоронен на фамильном кладбище рода Ито в квартале Нисиои района Синагава столицы Японии Токио. На похоронах присутствовало около 400 тысяч человек.

### Обвинения Ан Чунгына
На допросе Ан обвинил Ито Хиробуми в совершении следующих деяний, которые, с точки зрения Ана, носили характер преступления:

- Убийство королевы Мин
- Принуждение императора Коджона к отречению
- Принуждение правительства Кореи к заключению договоров 1905 и 1907 годов
- Зверские убийства невинных корейцев
- Отстранение правительства Кореи от власти
- Экспроприация железных дорог, рудников, гор, лесов, рек и болот
- Использование банкнот Центрального банка
- Роспуск корейской армии
- Создание препятствий к получению образования
- Запрещение корейцам обучаться за рубежом
- Конфискация и сжигание учебников
- Дезинформирование мирового сообщества о якобы имеющем место протекторате (кор. 보호) Японии над Кореей
- Введение в заблуждение императора Японии о якобы имеющем место мире и процветании в Корее при непрекращающейся конкуренции между современными Кореей и Японией, и постоянных убийствах людей
- Нарушение мира в Восточной Азии
- Убийство отца действующего императора Японии

По крайней мере последнее из обвинений является заведомо абсурдным: на момент смерти императора Комэя (январь 1867 года) 26-летний Ито был не в Киото, а в своём родном княжестве Тёсю. Некоторые исследователи, в частности, А. Н. Мещеряков, на основании этого делают вывод о том, что Ан Чунгын был сумасшедшим.

## Оценки личности
В Японии большая часть современников и потомков оценивала Ито Хиробуми как выдающегося политика, внёсшего большой вклад в становление и усиление новой Японии. Сергей Витте назвал его «замечательным и даже великим государственным деятелем Японии».
В то же время большая часть корейцев видит в Ито в первую очередь человека, способствовавшего упразднению корейской государственности.

## Род Ито
- Хаяси Митиоки (林通起)
- Хаяси Митисакэ (林通重)
- Хаяси Нобукацу (林信勝)
- Хаяси Нобуёси (林信吉)
- Хаяси Нобуаки (林信顯)
  - Хаяси Нобухиса (林信久)

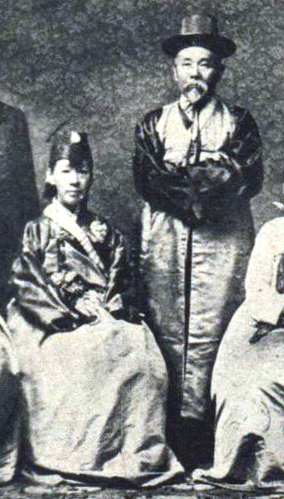
Ито Хиробуми и его жена Умэко в ханбоке

    - (Прапрадед) Хаяси Хэидзибэ (林 平治兵衞)
      - (Прадед) Хаяси Рихати (林利八)
        - (Дед) Хаяси Сукэдзаэмон (林 助左衞門)
          - (Отец) Ито Дзюдзо (伊藤十蔵) (1816—1896)
          - (Мать) Ито Котоко (伊藤琴子)
            - Ито Хиробуми (伊藤博文) (1841—1909)
            - (Супруга) Ито Умэко (伊藤梅子)
              - (Приёмный сын) Ито Хирокуни (伊藤博邦) (1870—1931)
              - (Сын) Ито Бункити (伊藤文吉)
              - (Сын) Ито Синъити (伊藤眞一)
              - (Дочь) Ито Садако (伊藤貞子)
              - (Дочь) Ито Икуко (伊藤生子)
              - (Зять) Суэмацу Кэнтё (末松謙澄)
              - (Дочь) Ито Асако (伊藤朝子)
              - (Зять) Ниси Гэнсиро (西源四郎)
                - (Внук): Мацумото Такэаки (яп. 松本剛明, 25 апреля 1959 года)[46]

## Имена Ито
На протяжении своей жизни Ито Хиробуми носил различные имена. Ниже приведён список в хронологическом порядке.
　　　　　　
- Хаяси (яп. 林)\ Ито (яп. 伊藤) Рисукэ (яп. 利助)\ Тосисукэ (яп. 利介・利輔) — имя, полученное при рождении.
- Ито Сюнсукэ (яп. 伊藤俊輔 ито: сюнсукэ, вариант: 伊藤舜輔) — с 1862 по 1863 годы.
- Оти Онотаро (яп. 越智斧太郎 оти онотаро:) — 1862 год. Вымышленное имя во время разведки в княжестве Хиконэ.
- Ито Сюнсукэ (яп. 伊藤春輔 ито: сюнсукэ) — с 1862 по 1865 годы.
- Дэпона (デポナー) — 1864 год. Так Ито назвал себя, когда сходил с корабля в Японии.
- Ханаяма Сюнсукэ (яп. 花山春輔) — с 1864 после возвращения на родину.
- Ханаяма Сюнтаро (яп. 花山春太郎 ханаяма сюнтаро:) — 1865 год. Вымышленное имя во время путешествия в Ивакуни.
- Ёсимура Сёдзо (яп. 吉村荘蔵 ёсимура сёдзо:) — 1865 год. Вымышленное имя во время пребывания в Нагасаки.
- Хаяси Уити (яп. 林宇一) — с 1866 по 1868 годы.
- Ито Сюнсукэ (яп. 伊藤俊介) — с 1867 по 1868 годы.
- Ито Хиробуми (яп. 伊藤博文) — с сентября 1868 года. Под этим именем он вошёл в историю.
- Сюмпо (яп. 春畝) — псевдоним.

## Награды
| Дата получения   | Название награды                                                                | Изображение |
| ---------------- | ------------------------------------------------------------------------------- | ----------- |
| 2 ноября 1877    | Орден Восходящего солнца 1-й степени (Япония)                                   |             |
| 25 мая 1885      | Командор большого креста ордена Вазы (Швеция)                                   |             |
| 27 сентября 1885 | Орден Железной короны 1-й степени (Австро-Венгрия)                              |             |
| 22 декабря 1886  | Большой крест ордена Красного орла (Германия (Пруссия))                         |             |
| 11 февраля 1889  | Орден Восходящего солнца с цветами павловнии (Япония)                           |             |
| 5 августа 1895   | Высший орден Хризантемы (Япония)                                                |             |
| 23 ноября 1895   | Орден Святого Александра Невского (Россия)                                      |             |
| 26 октября 1896  | Большой крест ордена Карлоса III (Испания)                                      |             |
| 4 октября 1897   | Большой крест ордена Леопольда I (Бельгия)                                      |             |
| 29 апреля 1898   | Большой крест ордена Почётного легиона (Франция)                                |             |
| Декабрь 1901     | Бриллиантовые знаки к большому кресту ордена Красного орла (Германия (Пруссия)) |             |
| 14 января 1902   | Рыцарь большого креста ордена Бани (Великобритания)                             |             |
| 16 января 1902   | Высший орден Святого Благовещения (Италия)                                      |             |
| 16 января 1902   | Большой крест ордена Святых Маврикия и Лазаря (Италия)                          |             |
| 16 января 1902   | Большой крест ордена Короны Италии (Италия)                                     |             |
| 1 апреля 1906    | Цепь Высшего ордена Хризантемы (Япония)                                         |             |

## Ито в культуре

### Сериалы
| Сериал                         | Актёр в роли Ито Хиробуми                        |
| ------------------------------ | ------------------------------------------------ |
| Вот идёт Рёма 竜馬がゆく       | Накамура Ацуо 中村敦夫                           |
| Бог цветов 花神                | Бито Исао 尾藤イサオ                             |
| Время льва 獅子の時代          | Нэдзу Дзинбати 根津甚八                          |
| Весенние волны 春の波涛        | Итами Дзюдзо 伊丹十三                            |
| Как полёт 翔ぶが如く           | Огура Хисахиро 小倉久寛                          |
| Ветер пылает 風が燃えた        | Миура Томокадзу 三浦友和 Хира Микидзиро 平幹二朗 |
| Вперёд, к республике! 走向共和 | Хирата Ясуюки 平田康之                           |
| Бал заканчивается 夜会の果て   | Набэ Осами なべおさみ                            |

### Фильмы
| Фильм                                              | Актёр в роли Ито Хиробуми      |
| -------------------------------------------------- | ------------------------------ |
| 203-я высота 二百三高地                            | Морисигэ Хисая 森繁久弥        |
| Пятеро из Тёсю 長州ファイブ                        | Миура Акифуми 三浦アキフミ     |
| 2009: Утраченные воспоминания 2009 로스트 메모리즈 | У Санджон 우상전               |
| Харбин 2024 하얼빈                                 | Лили Фрэнки リリー・フランキー |

## Память
- В колониальной Корее существовал храм Хакубундзи, посвященный памяти Ито Хиробуми. В октябре 1939 года сын Ан Чунгына Ан Чунсэн (кор. 안준생), приехавший из Шанхая в Кэйдзё, посетил этот храм вместе с Ито Бункити, сыном Ито Хиробуми, и принёс ему извинения за то, что сделал его отец[49].
- На выпускавшейся с 1 ноября 1963 года по 4 января 1986 года банкноте достоинством в 1000 иен был изображён Ито Хиробуми.
- В честь Ито Хиробуми назван астероид № 110743[50].
- В Японии стоят множество памятников Ито Хиробуми, а его родной дом в Хаги превращён в музей.

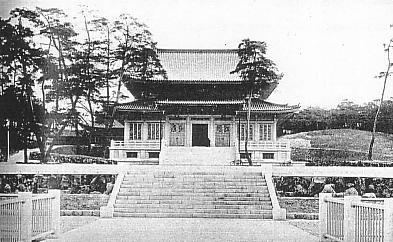
Храм Хакубундзи
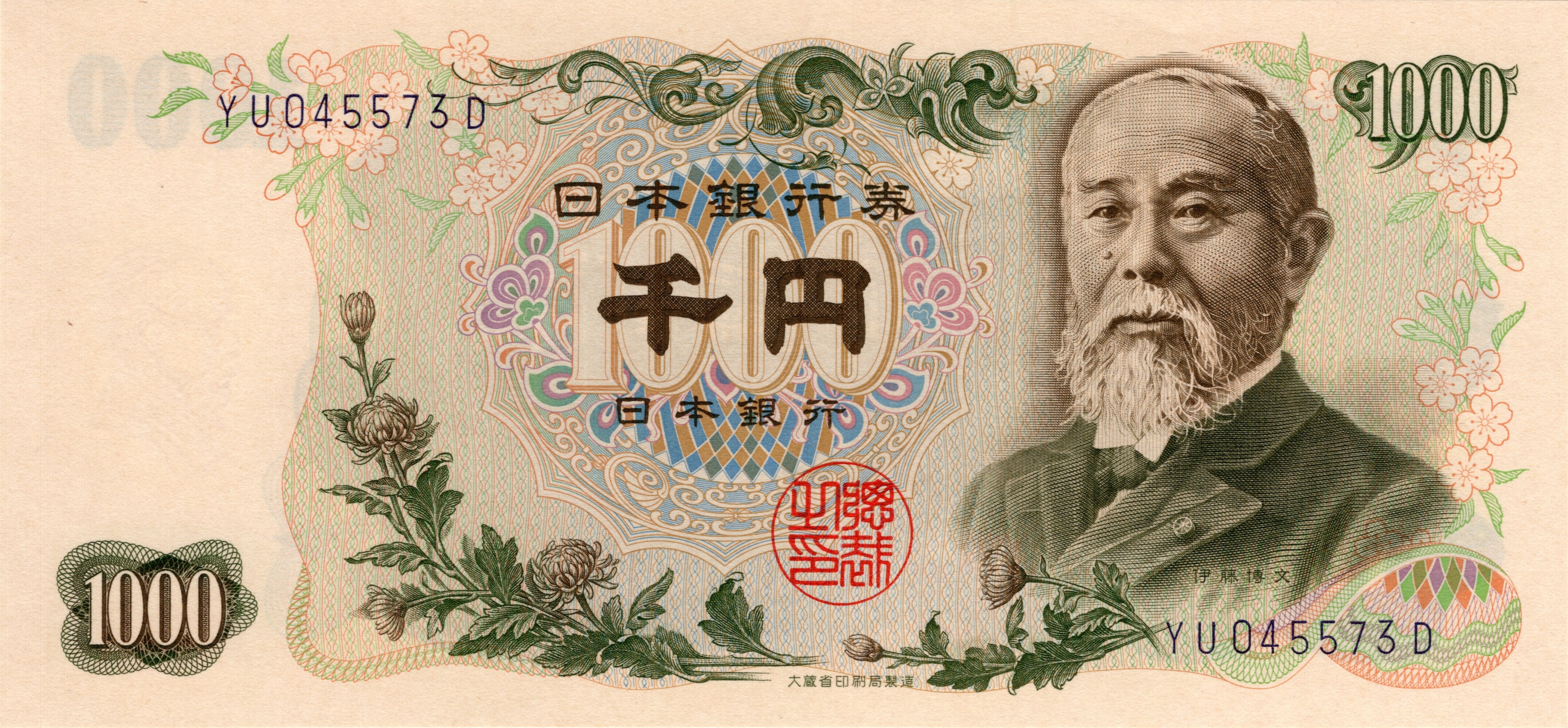
Банкнота с изображением Ито
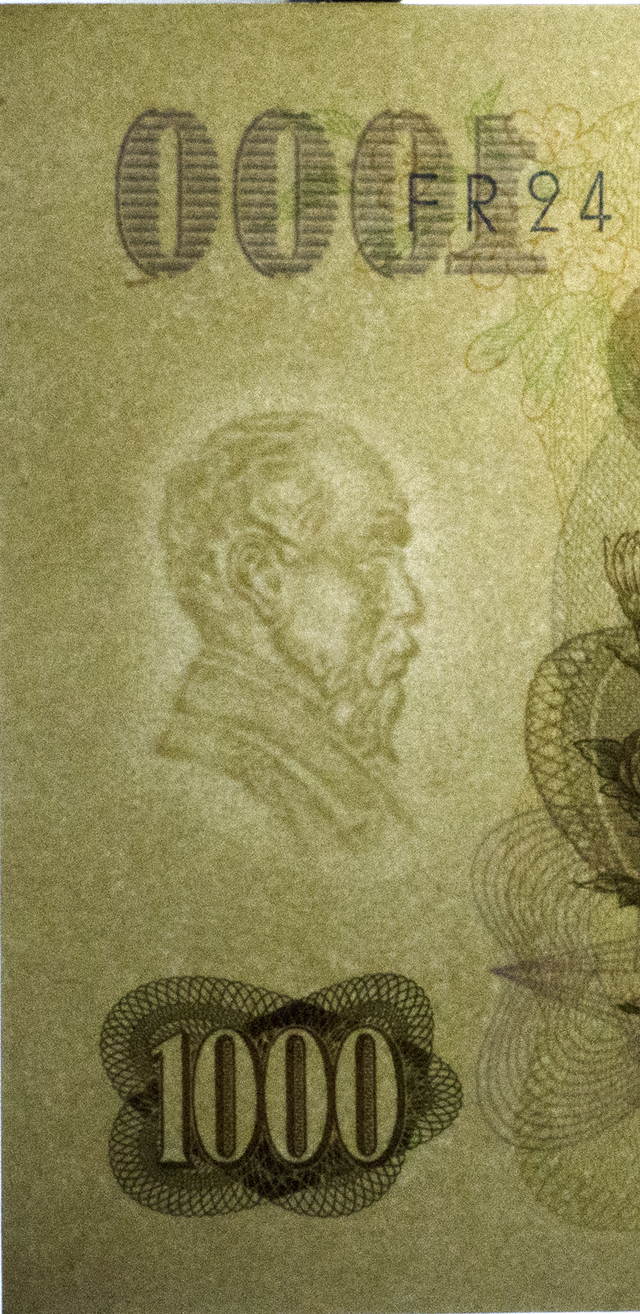
Водяной знак на банкноте